# Língua piceno meridional
O Piceno é uma língua Itálica já extinta da subfamília das osco-úmbricas. Essa classificação como Osco-úmbrica dada por SIL International é controversa, pois a língua já foi considerada como paralela às Osco-úmbricas e também à língua umbra como Sabéllicas, ou ainda num nível mais alto como paralela às sabélicas dentro das línguas itálicas. Parece não ter relação com a ainda não decifrada língua piceno setentrional. Os textos do Piceno meridional eram antigamente inescrutáveis, embora algumas palavras fossem claramente Indo-europeias. A descoberta em 1983 de que dois aparentemente redundantes sinais de pontuação eram realmente letras simplificada levou a um incremento e melhoria no entendimento da escrita e por fim à primeira tradução em 1985. Ainda há, porém, muitas dificuldades.

Distribuição das línguas na Idade do Ferro na Itália no século IV a.C.

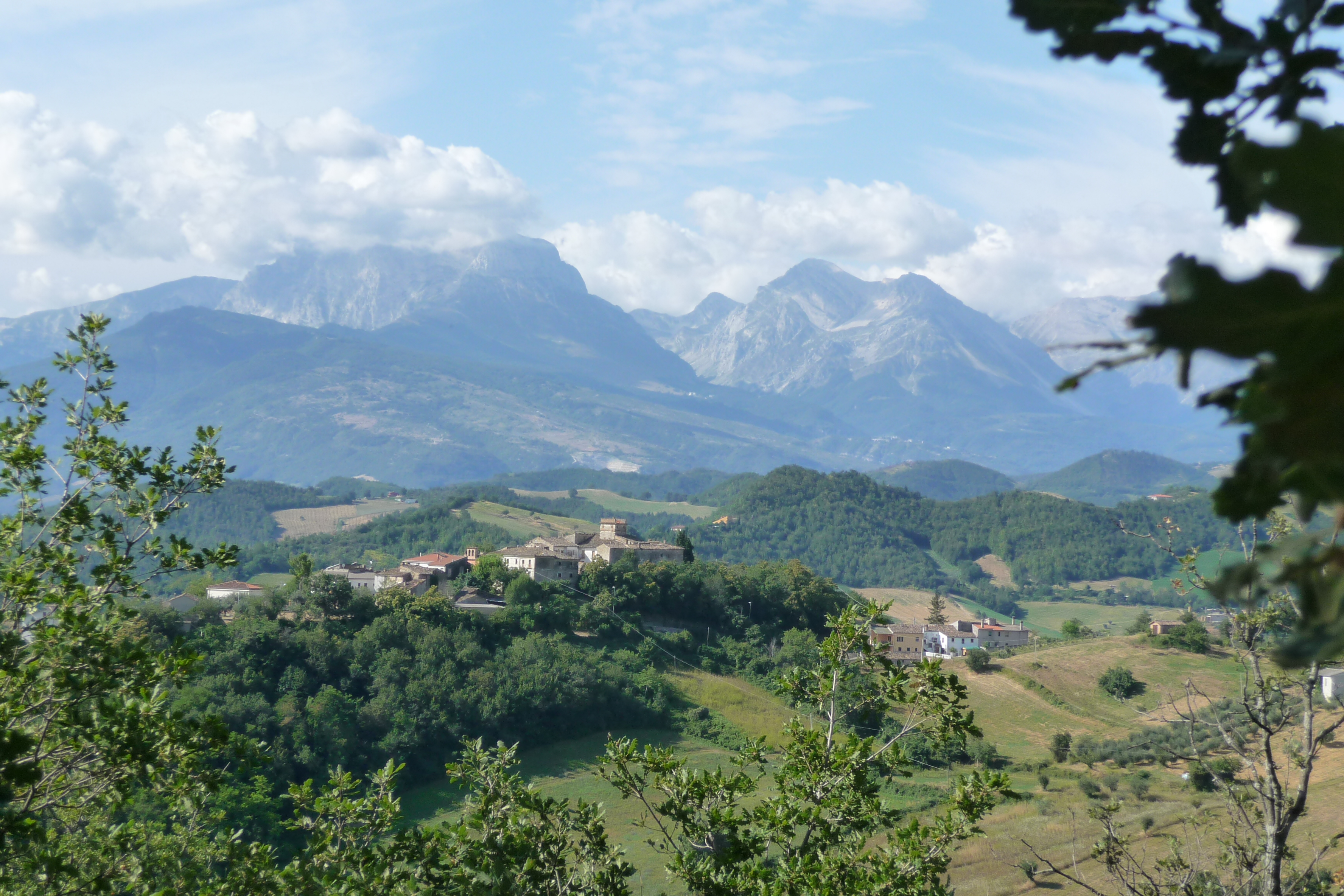
País Piceno em Teramo

## Corpus

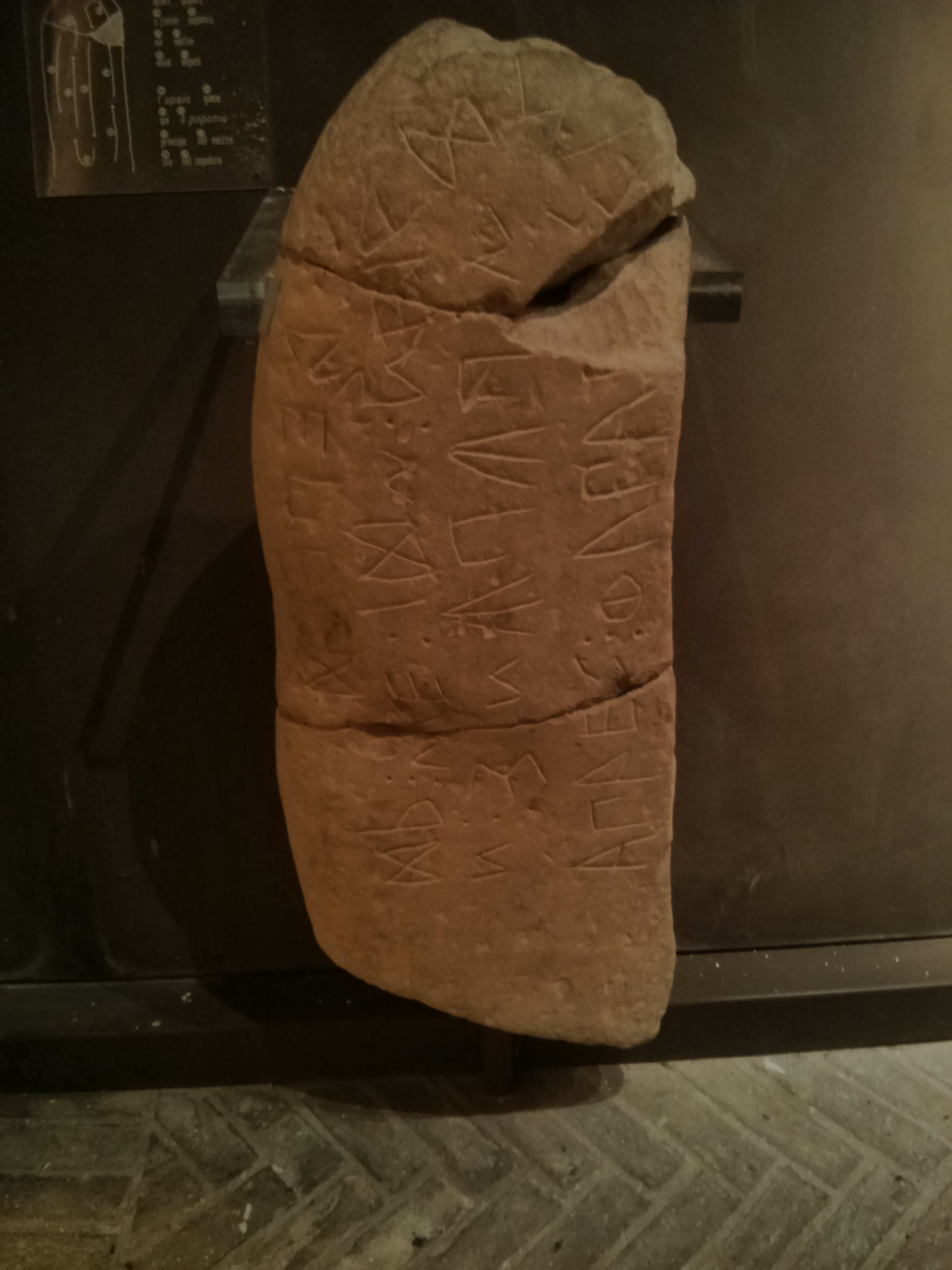
Estela de Loro Piceno

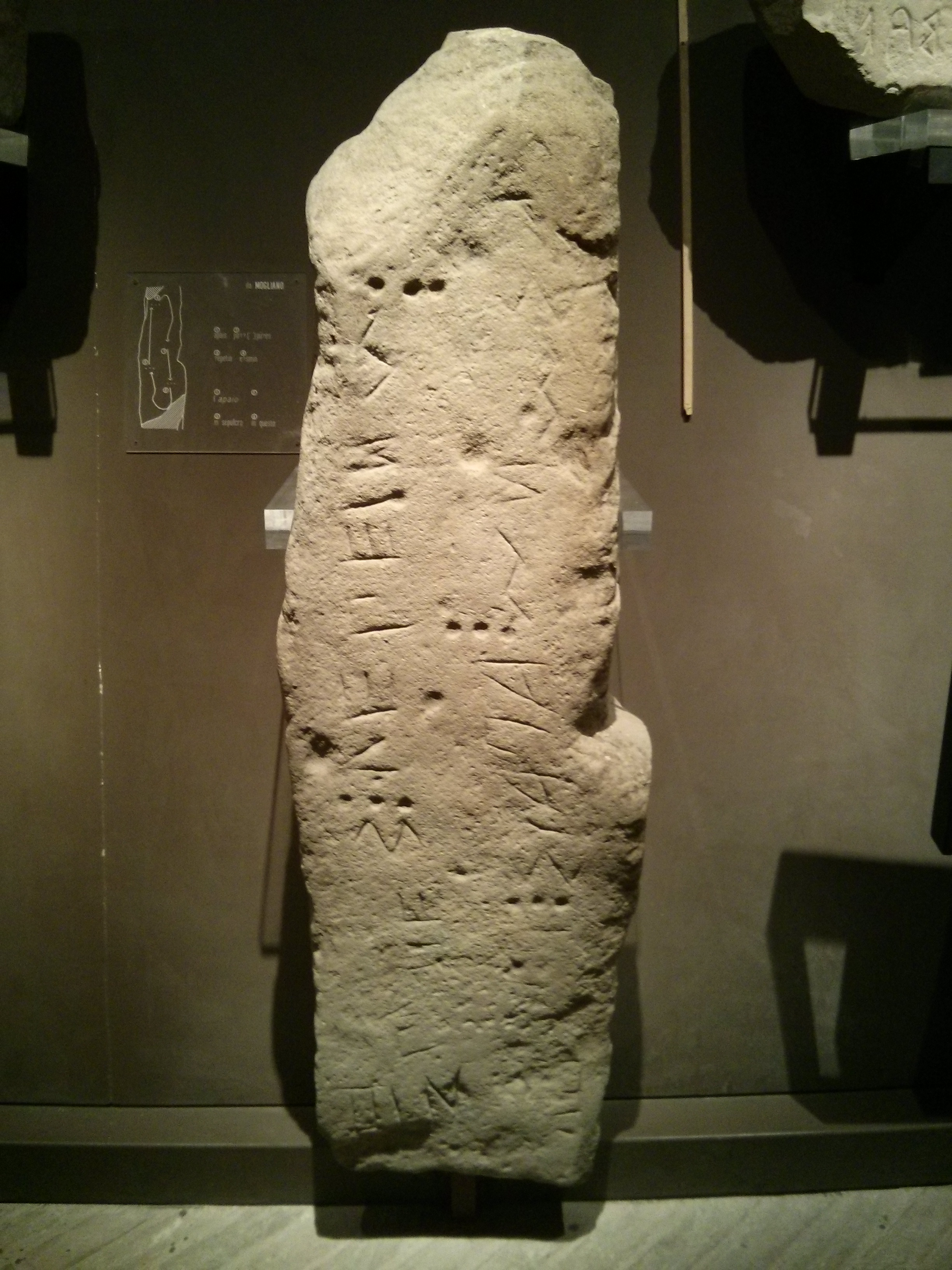
Estela de Mogliano

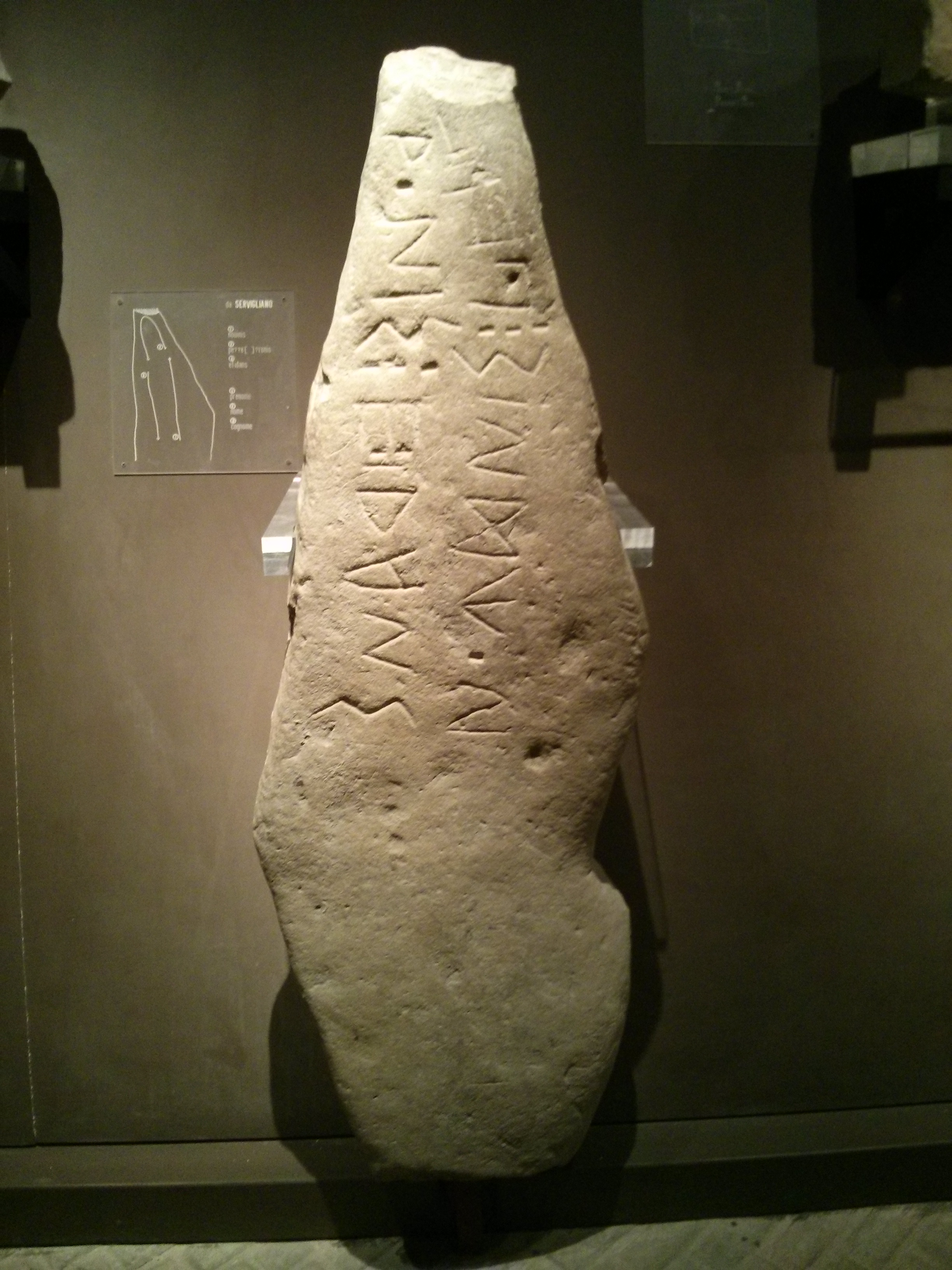
Estela de Servigliano

O corpus das inscrições Picenas meridionais consiste em 23 inscrições em pedra ou bronze que datam desde o século VI aC até o século IV aC. As datas são estimadas de acordo com as características das letras e, em alguns casos, o contexto arqueológico. Como a história dos Picenos não começa até a sua subjugação pelo Império Romano no século III, as inscrições abrem uma janela anterior para a sua cultura até o Reino de Roma. A maioria são estelas ou cipós de arenito ou calcário em condições inteiras ou fragmentadas esculpidas para contextos funerários e algumas são estátuas monumentais.
Em uma lápide típica há representação do rosto ou da figura da pessoa que morreu com a inscrição em uma espiral em torno ou abaixo da imagem para seler em sentido horário ou ele lendo no sentido horário, vertical ou bustrofédon. Pedras assim forma encontradas em  Ascoli Piceno, Chieti, Teramo, Fano, Loro Piceno, Cures, Abruzos entre os rios Tronto e o Aterno-Pescara, também em  Casteldieri e Crecchio ao sul de Aterno-Pescara. A esses são adicionadas inscrições sobre uma pulseira de bronze no centro de Abruzos e dois capacetes do século IV aC  em Bolonha no vale do rio Pó e Bari na costa sudeste.
O inventário completo é como segue:
- Cipo deCastignano (Pirâmide de arenito séc. VI a.C)
- Três estelas de Penna Sant'Andrea em Teramo (um Obelisco de calcário completo e dois fragmentados – 1ª metade do séc. V a.C.)
- Tampa de Píxide de Campovalano (sécs VII ou VII a.C.)
- Bracelete espiral de  Chietino em Valle del Pescara (séc V a.C.)
- Cipo de Cures (calcário)
- Estela de Loro Piceno (arenito)
- Estela de Mogliano (arenito)
- Estela de Acquaviva
- Estela de Belmonte (arenito)
- Cipo deFalerone
- Estela de Servigliano (arenito)
- Fragmento de arenito com inscrições Belmonte
- Cipo deSant'Omero (arenito)
- two stelai of Bellante (arenito)
- Estela de Crecchio (arenito)
- Dois cipos de Casteldieri (calcário, inteiro e fragmentado)
- Estátua de Capestrano (calcário, representação tamanho real do rei  Nevio Pompuledio, 2ª metade séc. VI, 1ª metade séc. VI a.C)
- Capacete de de Bologna (bronze)
- Capacete Apulia

## Alfabeto
O alfabeto Piceno Meridional, conhecido a partir do século VI aC, é mais parecido com o alfabeto etrusco meridional ao usar q parar /k/ e k para /g/. É assim:
a b g d e v h i í k l m n o p q r s t u ú f *
. é um o reduzido e : é um 8 reduzido usado para /f/.

## Fonologia
Consoantes:
| Plosivas tênues  | /p/, /t/, /k/ | representada por | p, t, k q |
| representada por | /b/, /d/, /ɡ/ | representada por | b, d, k   |
| Fricativas       | /f/, /s/, /h/ | representada por | :, s, h   |
| Líquidas         | /l/, /r/      | representada por | l, r      |
| Oclusivas nasais | /m/, /n/      | representada por | m, n      |
| Semivogal        | /w/, /i/      | representada por | v u ú, i  |

Nos casos em que existe uma escolha de grafema, o contexto determina qual deles se aplica. Para as semivogais,  v e  u foram usados para início de palavra / w / e  u para intervocálica / w / ou em outros contextos especiais. A lista acima omite contextos especiais

## Amostra de texto
A inscrição Sp TE 2 em uma lápide de Bellante foi estudada por um linguista de “estudos indo-europeus”, Calvert Watkins, como exemplo da poesia itálica mais antiga e possivelmente um reflexo de uma forma poética Proto-Indo-Europeia. Na inscrição dada abaixo, os dois pontos são usados para separar as palavras; Na inscrição original, são usados três pontos verticais ("o interpontos triplo").
postin : viam : videtas : tetis : tokam : alies : esmen : vepses : vepeten
"Along Na estrada, você vê a "toga" de Titus Alius? enterrado? Neste túmulo."
A tradução dos itens questionados não está clara. para toga Fortson sugere "cobertura."
Veja-se a aliteração: viam e videtas; tetis e tokam; alies e esmen; vepses e vepeten. A possibilidade de esta e das outras inscrições serem partes de estrofes de versos foi considerada a partir do momento da sua descoberta. Watkins chamou-os de "a história do Picene do Sul", que ele define como três linhas de sete sílabas, comparando-as a uma história do Rig Veda contendo três linhas de oito sílabas cada uma. Além disso, cada linha termina "em um trissílabo." As linhas dessa inscrição são:
postin viam videtas
tetis tokam alies
esmen vepses vepeten
A primeira linha seria silabificada e lida:
po-stin vi-am vi-de-tas